# Незаметный (остров, Красноярский край)
Незаме́тный — остров архипелага Северная Земля. Административно относится к Таймырскому Долгано-Ненецкому району Красноярского края.

## Расположение
Расположен в центральной части архипелага в 300 метрах от северного побережья острова Октябрьской Революции в месте выхода к морю ледника Университетского. Рядом с Незаметным находятся другие небольшие острова: Свердлова (в 1,3 километрах к юго-западу) и Хлебный (в 3,7 километрах к юго-востоку).

## Описание
Имеет слегка вытянутую вдоль побережья острова Октябрьской Революции форму длиной 850 метров и шириной до 650 метров. Берега пологие. С запада в остров вдаётся небольшой залив. Существенных возвышенностей не имеет.